# Cases del carrer de Sant Jaume (Arbeca)
Les Cases del carrer de Sant Jaume és un grup d'habitatges del municipi d'Arbeca (Garrigues) que conforma una obra inclosa a l'Inventari del Patrimoni Arquitectònic de Catalunya.

## Descripció
És un grup de cases d'un o dos pisos amb porxos. La planta baixa és de pedra picada i els altres nivells de maons i toves. Sobre la llinda de la porta de la casa núm. 9 s'hi pot llegir "QUI FLORUIT FRUCTIFICABIT".
Es caracteritzen per posseir un estret porxo tocant a façana, amb l'interior d'embigat de fusta i columnes poligonals de grosses bases i capitells geometritzats. De totes elles en destaca sobretot la casa núm. 9 pel seu magnífic portal datat del 1790, ple de motius al·legòrics, figuratius, garlandes de flors i fruits, llorers i escuts, que es disposen a les pilastres i l'entaulament. L'escut al·ludeix als cards.
L'estiu del 1982 fou restaurada per un grup de joves en un camp de treball.

## Història
La casa núm. 9 era la del recaptador d'impostos o delmes.